# Zelena Balka, Holovanivsk
Zelena Balka (în ucraineană Зелена Балка) este un sat în comuna Svirneve din raionul Holovanivsk, regiunea Kirovohrad, Ucraina.

## Demografie
Componența lingvistică a localității Zelena Balka
     Ucraineană (97,65%)
     Rusă (2,35%)
Conform recensământului din 2001, majoritatea populației localității Zelena Balka era vorbitoare de ucraineană (97,65%), existând în minoritate și vorbitori de rusă (2,35%).